# Traversier Chicoutimi - Sainte-Anne
 (juillet 2025).

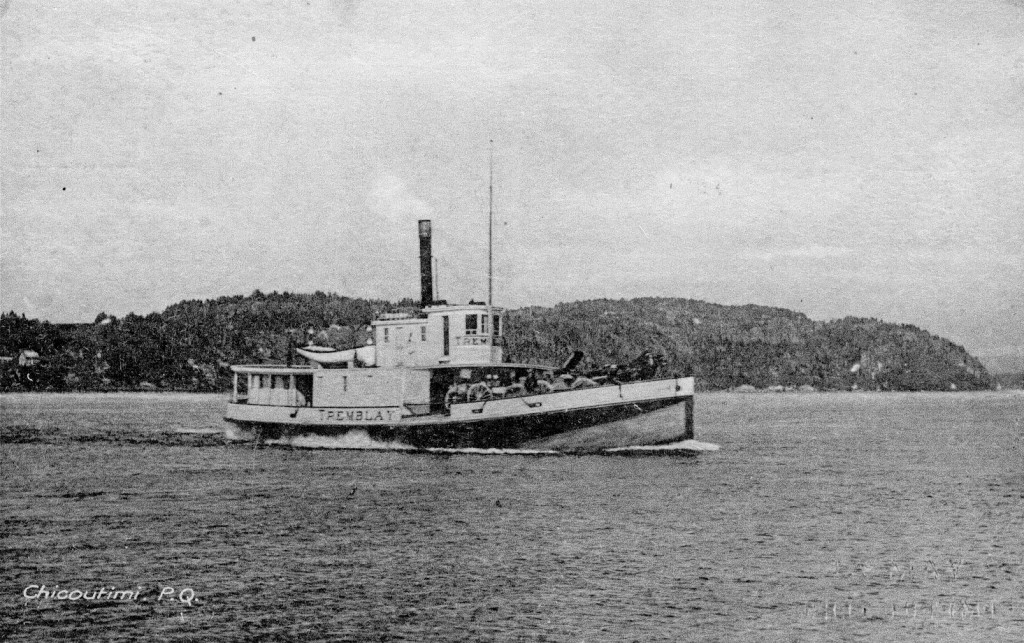
Le traversier Tremblay assurant la communication entre Chicoutimi et Sainte-Anne

Le Service des traversiers entre Chicoutimi et Sainte-Anne (1865-1933) est un service municipal payant réglementé par la municipalité de Chicoutimi (aujourd'hui un arrondissement de la ville de Saguenay) instauré en 1865 afin de rendre facile et abordable le transport des marchandises entre la ville de Chicoutimi et la rive Nord de la rivière Saguenay.
Ce service est supprimé en 1933 après la construction du pont de Sainte-Anne qui le rend obsolète.

## Les origines
Depuis la colonisation de l'actuel territoire de Chicoutimi, la traversée du Saguenay fut toujours d'une importance capitale. Vers 1845, les moyens de transport pour parvenir à faire transiter les marchandises et les passagers entre les deux rives du Saguenay étaient totalement archaïques. 
Avec le temps et la demande de la population sans cesse croissante sur les deux rives, les embarcations se raffinèrent et passèrent de chaloupes mues par rames à de grands chalands. En l'espace de vingt ans, de nombreux habitants des deux rives offraient, avec les embarcations qu'ils possédaient, la traversée en demandant le prix qu'ils voulaient et sans régularité. Le désordre, l'irrégularité et le prix du transport entre les deux rives provoquèrent de nombreuses plaintes chez les citoyens des deux villages qui présentèrent une requête au Conseil de comté pour fixer le prix et les heures de traversée.

## La réglementation
Le 17 avril 1865, dans le village de Chicoutimi, le Conseil de comté présente la requête des citoyens pour normaliser les services de traversier. On adopte alors une réglementation qui régularise les heures, le coût, les itinéraires et les licences de traverse.
Une personne possédant une licence de traverse se devait faire un minimum de cinq traverses par jour de semaine et trois traverses par jour de fin de semaine. Également, il se devait obligatoirement faire traverser les cas urgents à toute heure du jour ou de la nuit.
Un péage fut également établi par le village, son montant variant selon la nature des personnes, animaux ou denrées empruntant les traversiers.
L'itinéraire du traversier variait selon les points d'arrivée à Chicoutimi. Dans le village de Sainte-Anne (Township Tremblay), le traversier partait de la propriété de John Guay et se rendait dans un des trois points d'arrivée dans le quartier du Bassin à Chicoutimi.
L'octroi de la licence de traversier coûtait un dollar. Le traversier devait rester en service de la débâcle jusqu'aux glaces d'automne. La première infraction à la réglementation était passible d'une amende de 2 dollars et toute offense supplémentaire se voyait punie par une amende de 4 dollars. La règle s'appliquait à tous les traversiers qui recevait une rémunération pour leur service même s'ils ne détenaient pas de licence.

## Les traversiers
De 1865 à 1874, le service de traverse fut assuré par des chaloupes et des chalands qui donnaient un service plus ou moins adéquat. En 1871, une course fut organisée entre un chaland et une chaloupe, le chaland gagna et remporta 25 dollars. Pendant les trois années qui suivirent le chaland des frères Gagnon assura le service. En 1874, les frères Maguy, avec leur bateau à vapeur, obtinrent le contrat de traverse. Tous les bateaux, à partir de celui-ci seront à vapeur.
Entre 1874 et 1933, six bateaux à vapeur, appartenant à divers propriétaires, assurent la traversée.
Le service prend fin à l'automne 1933 : le pont de Sainte-Anne remplace le service de traversier.